# Нефорощанка
Нефорощанка (баш. Нефороща) — село в Нигматуллинском сельсовете Альшеевский район Республики Башкортостана России. Живут башкиры (2002).

## География
Расположено на р. Кызыл (приток р. Уршак).

### Географическое положение
Расстояние до:
- районного центра (Раевский): 48 км,
- центра сельсовета (Нигматуллино): км,
- ближайшей железнодорожной станции (Раевка): 48 км.

## История
Основано на рубеже 19—20 вв. в Белебеевском уезде украинскими крестьянами из с.Нефорощи Константиноградовского уезда Полтавской губернии (откуда и название поселения).
До 19 ноября 2008 года входил в Байдаковский сельсовет  (Закон Республики Башкортостан от 19.11.2008 N 49-з «Об изменениях в административно-территориальном устройстве Республики Башкортостан в связи с объединением отдельных сельсоветов и передачей населённых пунктов»).

## Население
| 2002 | 2009 | 2010 |
| ---- | ---- | ---- |
| 200  | ↗205 | ↘173 |

Историческая численность населения: в 1906—337 чел.; 1920—434; 1939—363; 1959—194; 1989—164; 2002—200; 2010—173.
Национальный состав
Согласно переписи 2002 года, преобладающая национальность — башкиры (42 %).

## Инфраструктура
Отсутствует школа, магазины, фельдшерский пункт.